# مبارزه (فیلم ۲۰۰۹)
مبارزه (به انگلیسی: Fighting) فیلمی محصول سال ۲۰۰۹ و به کارگردانی دیتو مانتیل است. در این فیلم بازیگرانی همچون چنینگ تیتوم، ترنس هاوارد، لوئیس گازمن، سولای هنائو، برایان جی. وایت و کانگ لی ایفای نقش کرده‌اند.